# Temporada 2007 del Campeonato de España de Rally
La temporada 2007 fue la edición 51.º del Campeonato de España de Rally. Comenzó el 23 de marzo en el Rally La Vila Joiosa y finalizó el 20 de octubre en el Rally Costa Brava. El calendario contaba con nueve pruebas siendo el Rally Islas Canarias, puntuable también para el Campeonato de Europa de Rally.
El certamen se abrió a los reglamentos Super 2000 y a gran turismos como el Porsche 911, manteniéndose habilitados también los Grupo N tales como el Mitsubishi Lancer Evolution. El campeón fue Miguel Ángel Fuster copilotado por Vicente Medina, a bordo de un Abarth Grande Punto S2000.

## Calendario
| N.º | Fecha               | Rally                                     | Series | Resultados |
| --- | ------------------- | ----------------------------------------- | ------ | ---------- |
| 1   | 23-24 de mayo       | 17.º Rallye la Vila Joiosa                |        | Resultados |
| 2   | 27-28 de abril      | 31.er Rally de Canarias - El Corte Inglés | ERC    | Resultados |
| 3   | 18-19 de mayo       | 29.º Rallye Rally Cantabria Infinita      |        | Resultados |
| 4   | 1-2 de junio        | 43.er Rallye Rías Baixas Redcom           |        | Resultados |
| 5   | 22-23 de junio      | 40.º Rally de Ourense                     |        | Resultados |
| 6   | 24-25 de agosto     | 38.º Rallye de Ferrol                     |        | Resultados |
| 7   | 8-9 de septiembre   | 44.º Rallye Príncipe de Asturias          |        | Resultados |
| 8   | 21-22 de septiembre | 31.er Rallye Villa de Llanes              |        | Resultados |
| 9   | 19-20 de octubre    | 55.º Rally Costa Brava                    |        | Resultados |

## Equipos
| Equipo                | Vehículo                       | Piloto               | Copiloto            | Rondas            |
| Equipos oficiales     | Equipos oficiales              | Equipos oficiales    | Equipos oficiales   | Equipos oficiales |
| --------------------- | ------------------------------ | -------------------- | ------------------- | ----------------- |
| Fiat Auto España      | Fiat Abarth Grande Punto S2000 | Miguel Ángel Fuster  | José Vicente Medina | 1-9               |
| Peugeot Sport España  | Peugeot 207 S2000              | Enrique García Ojeda | Jordi Barrabés      | 7                 |
| Equipos privados      |                                |                      |                     |                   |
| Alberto Hevia         | Volkswagen Polo S2000          | Alberto Hevia        | Alberto Iglesias    | 1, 3-4, 6-9       |
| Escudería Ourense     | Porsche 997 GT3 RS 3.6         | Sergio Vallejo       | Diego Vallejo       | 1-9               |
| RACC Motorsport       | Mitsubishi Lancer Evo IX       | Josep Basols         | Álex Haro           | 1-6, 8-9          |
| RACC Motorsport       | Mitsubishi Lancer Evo IX       | Víctor Senra         | David Vázquez Liste | 1, 3-9            |
| Calm Competicio       | Mitsubishi Lancer Evo IX       | Jesús Puras          | Carlos del Barrio   | 1-3, 5            |
| Piedrafita Sport      | Ferrari 360 Rally              | Jesús Puras          | Carlos del Barrio   | 9                 |
| Auto-Laca Competición | Citroën C2 S1600               | Joan Vinyes          | Jordi Mercader      | 1, 3-5, 9         |
| Auto-Laca Competición | Mitsubishi Lancer Evo IX       | Joan Vinyes          | Jordi Mercader      | 6                 |
| Escudería A. Ferrol   | Mitsubishi Lancer Evo IX       | Pedro Burgo          | Marcos Burgo        | 1, 3-6            |
| Escudería A. Ferrol   | Suzuki Swift Sport             | Pedro Burgo          | Marcos Burgo        | 9                 |

## Resultados

### Campeonato de pilotos
- En el Rally Islas Canarias-El Corte Inglés solo se reflejan los resultados del Campeonato de España.

| Pos. | Piloto              | VLJ | CNR | CAN | RBX | ORN | FRR | PRA | VLL | CBR | Puntos |
| ---- | ------------------- | --- | --- | --- | --- | --- | --- | --- | --- | --- | ------ |
| 1.   | Miguel Ángel Fuster | 1   | 2   | Ret | 2   | 1   | Ret | Ret | 2   | 1   | 81     |
| 2.   | Alberto Hevia       | 2   |     | 1   | 1   |     | Ret | 2   | 1   | Ret | 69     |
| 3.   | Sergio Vallejo      | Ret | 1   | 7   | Ret | 2   | 1   | 3   | Ret | 5   | 62     |
| 4.   | Josep Basols        | 6   | 5   | 6   | 5   | 4   | 3   |     | 3   | 6   | 50     |
| 5.   | Jesús Puras         | 5   | 3   | 2   |     | 3   |     |     |     | 3   | 48     |
| 6.   | Víctor Senra        | 8   |     | 5   | Ret | Ret | 2   | Ret | 4   | 9   | 31     |
| 7.   | Sergio Pérez        | 7   | 6   |     | Ret | Ret |     | 5   | 6   | 4   | 30     |
| 8.   | Pedro Burgo         | 4   |     | 3   | 3   | Ret | 10  |     | 24  |     | 29     |
| 9.   | Joan Vinyes         | Ret |     | 4   | 7   | Ret | 6   |     |     | 2   | 29     |
| 10.  | Yeray Lemes         | Ret |     | 16  | 6   | 6   | 5   | Ret | 5   |     | 25     |

### Campeonato de marcas
| Pos. | Nombre     | Puntos |
| ---- | ---------- | ------ |
| 1.   | Mitsubishi | 1001   |
| 2.   | Peugeot    | 422    |
| 3.   | Fiat       | 295    |
| 4.   | Renault    | 181    |

### Copa copilotos
| Pos. | Nombre               | Puntos |
| ---- | -------------------- | ------ |
| 1.   | José Vicente Medina  | 81     |
| 2.   | Alberto Iglesias Pin | 69     |
| 3.   | Diego Vallejo        | 62     |
| 4.   | Álex Haro            | 50     |
| 5.   | Carlos del Barrio    | 48     |
| 6.   | David Vázquez        | 31     |
| 7.   | Pablo Marcos         | 30     |
| 8.   | Marcos Burgo         | 29     |
| 9.   | Jordi Mercader       | 29     |
| 10.  | Rogelio Peñate       | 25     |

### Trofeo grupo N
| Pos. | Nombre               | Puntos |
| ---- | -------------------- | ------ |
| 1.   | Miguel Ángel Fuster  | 84     |
| 2.   | Alberto Hevia        | 69     |
| 3.   | Josep Basols         | 64     |
| 4.   | Jesús Puras          | 42     |
| 5.   | Víctor Senra         | 41     |
| 6.   | Pedro Burgo          | 36     |
| 7.   | Antonio Garrido      | 27     |
| 8.   | José Yeray Lemes     | 27     |
| 9.   | Álvaro Muñiz         | 18     |
| 10.  | Enrique García Ojeda | 15     |

### Copa de clubes/escuderías
| Pos. | Nombre                | Puntos |
| ---- | --------------------- | ------ |
| 1.   | RACC Motorsport       | 136    |
| 2.   | Escudería Ourense     | 81     |
| 3.   | Escudería Ferrol      | 55     |
| 4.   | A.C.P.A.              | 54     |
| 5.   | C.E. Clam Competicio  | 51     |
| 6.   | Escudería Rías Baixas | 43     |
| 7.   | Escudería La Coruña   | 24     |
| 8.   | Gran Hotel Lugo       | 24     |
| 9.   | Monlau Competición    | 18     |
| 10.  | Escudería Llanes      | 11     |

### Trofeo júnior
| Pos. | Nombre                | Puntos |
| ---- | --------------------- | ------ |
| 1.   | Yeray Lemes           | 90     |
| 2.   | Francisco Cima        | 85     |
| 3.   | Climent Domingo       | 81     |
| 4.   | Jonathan Pérez Suárez | 20     |
| 5.   | Pablo Rodríguez       | 18     |

### Vehículos GT
| Pos. | Nombre            | Puntos |
| ---- | ----------------- | ------ |
| 1.   | Sergio Vallejo    | 87     |
| 2.   | Eloy Entrecanales | 25     |
| 3.   | Jesús Puras       | 15     |

### Vehículos diésel
| Pos. | Nombre       | Puntos |
| ---- | ------------ | ------ |
| 1.   | Xavi Vidales | 60     |

### Vehículos históricos
| Pos. | Nombre         | Puntos |
| ---- | -------------- | ------ |
| 1.   | Jesús Ferreiro | 60     |
| 2.   | Antonio Sainz  | 42     |
| 3.   | Luis M. Cuadra | 15     |
| 4.   | Ferrán Font    | 15     |
| 5.   | Sergio Fluxa   | 12     |

### Mitsubishi Evo Cup asfalto
| Pos. | Piloto               | Puntos |
| ---- | -------------------- | ------ |
| 1.   | Josep Basols         | 68     |
| 2.   | Víctor Senra         | 36     |
| 3.   | Antonio Garrido      | 32     |
| 4.   | Pedro Burgo          | 28     |
| 5.   | Yeray Lemes          | 22     |
| 6.   | Xavier Pons          | 10     |
| 7.   | Sergio López Fombona | 10     |
| 8.   | Jonathan Pérez       | 9      |
| 9.   | Álvaro Muñiz         | 9      |
| 10.  | Benjamín Avella      | 8      |

### Desafío Peugeot
| Pos. | Piloto          | Puntos |
| ---- | --------------- | ------ |
| 1.   | Jordi Martí     | 188    |
| 2.   | Óscar Garre     | 180    |
| 3.   | Miguel Arias    | 163    |
| 4.   | Esteban Vallín  | 132    |
| 5.   | Emilio Segura   | 126    |
| 6.   | Climent Domingo | 117    |
| 7.   | Esteban Núñez   | 102    |
| 8.   | Francisco Cima  | 101    |
| 9.   | Roberto Flórez  | 92     |
| 10.  | José A. Gómez   | 50     |